# Nervilia petaloidea
Nervilia petaloidea là một loài thực vật có hoa trong họ Lan. Loài này được Carr mô tả khoa học đầu tiên năm 1933.